# Greta Bjerke
Anna Greta Maria Bjerke, född 20 mars 1910 i Klara församling, Stockholm, död 9 mars 1991 i Danderyd, var en svensk sångare och skådespelare.
Bjerke engagerades av Ragnar Klange till Folkets hus-teatern 1935–1937 och på Södran 1938–1945. Hon filmdebuterade 1939 i Per-Axel Branners Rosor varje kväll och medverkade i ytterligare fyra filmer. Hon var gift med manusförfattaren Tor Bergström.

## Filmografi
- 1939 – Rosor varje kväll
- 1939 – Spöke till salu
- 1940 – Beredskapspojkar
- 1941 – Karusellen går
- 1943 – När ungdomen vaknar

## Teater

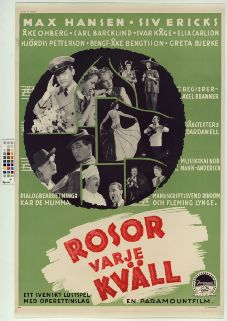
Rosor varja kväll

### Roller (ej komplett)
| År   | Roll        | Produktion                                                  | Regi          | Teater             |
| ---- | ----------- | ----------------------------------------------------------- | ------------- | ------------------ |
| 1936 | Medverkande | Heja folket, revy Harry Iseborg och Nisse Berggren          | Ragnar Klange | Folkets hus teater |
| 1937 | Medverkande | Folket i bild, revy                                         | Ragnar Klange | Folkets hus teater |
| 1939 | Medverkande | Honnör för 39, revy Kar de Mumma                            | Victor Bernau | Södra Teatern      |
| 1943 | Medverkande | Marsch till Söder, revy Dardanell, Dix Dennie, Åke Balltorp | Karl Kinch    | Södra Teatern      |